# Dunlop (pneumatici)
Dunlop (anche Dunlop Tyres, Dunlop Tyre o Dunlop Tires a seconda dei mercati locali), è un marchio di pneumatici gestito da varie aziende multinazionali. Il marchio è il quinto al mondo per fatturato nel settore degli pneumatici.
Dunlop Rubber nacque come società internazionale con sede nel Regno Unito, fondata nel 1889 da John Boyd Dunlop dopo aver inventato lo pneumatico moderno; la prima fabbrica aprì a Dublino nel 1890.
Nel 1985 Dunlop Rubber è stata acquistata dalla multinazionale britannica BTR. Da allora, la proprietà dei nomi commerciali Dunlop è stata frammentata: i diritti sul marchio Dunlop in Asia appartengono alla Sumitomo Rubber Industries, multinazionale giapponese; in Nord America, Europa ed Oceania sono di Goodyear Tire & Rubber Company.

## Competizioni
L'attività della Dunlop nelle competizioni è stata varia e prolungata nel tempo, in Formula 1, nel Deutsche Tourenwagen Masters e nelle classi minori del motomondiale (Moto3 e Moto2).